# ミャンマー・ナショナル航空
ミャンマー・ナショナル航空（Myanmar National Airlines）はミャンマーの国営航空会社。

## 概要
1948年にUnion of Burma Airwaysとして設立された、ミャンマーで最も古い航空会社である。1972年のBurma Airways、1989年のミャンマー航空 (Myanma Airways) を経て、2014年12月に民営化され、ミャンマー・ナショナル航空となっている。
ヤンゴン国際空港を拠点に、主に国内線を運航している。ミャンマー国際航空に出資をしている。

## 保有機材
| 機種              | 運用機数 | 座席数 | 備考 |
| ----------------- | -------- | ------ | ---- |
| ATR 72-600        | 8        | 70     |      |
| ボーイング737-800 | 2        |        |      |
| 計                | 10       |        |      |

2024年6月現在

## 就航都市
| 国・地域     | 就航地 |
| ------------ | --- |
| ミャンマー   | ヤンゴン、ボウピン、ダウェイ、カレーミョ、チャイントン、チャウピュー、ラーショー、マンダレー、ミェイク、ネピドー、シットウェ |
| タイ         | バンコク/スワンナプーム、バンコク/ドンムアン、チェンマイ                                                                     |
| シンガポール | シンガポール |
| 大韓民国     | ソウル/仁川 |

2024年6月現在

## 事故・インシデント
- ミャンマー・ナショナル航空103便胴体着陸事故（2019年5月12日）- マンダレー国際空港にてUB103便（エンブラエル190型機）が、着陸装置の不具合により、前輪の出ない状態で胴体着陸した。乗員乗客計89人に負傷者はいなかった[6]。